# 俄罗斯驻武汉总领事馆
俄罗斯联邦驻武汉总领事馆（俄语：Генера́льное ко́нсульство Росси́йской Федера́ции в Ухань）于2015年9月由中俄联合宣布设立计划。 目前，该领事馆正在建馆之中。

## 历史

### 俄罗斯帝国时期
俄国驻汉口总领事馆 （Russian Consulate General in Hankou）位于洞庭小路特1号。该建筑为混砖结构，属于意大利巴洛克建筑风格，共两层，建筑平面呈扇形，面积共2819平方米。于1861年7月正式开放，1902年在汉口建成馆舍。
1891年至1896年，为谋求在汉口设立租界，俄国驻汉领事与清政府方面交涉周旋多次，最终在汉口划定了面积414亩6分5厘的俄租界。
1897年12月9日，俄领事又强迫清政府签订了《汉口俄租界购地条约》(又称《俄国汉口承租江岸地基条约》)共3条，将坐落江边的合计61.78亩四段地基及房屋承租给俄国。
1917年，俄国十月革命，产生新政权。1920年9月后，各地的俄领事馆被中国方面接管。

### 苏联时期
1924年，苏联政府与中国签订协议，由中方收回俄租界，后改为汉口市特二区。
苏维埃政权建立后，苏联驻汉口总领事馆于1925年开馆，后来因为所办事务不多，1927自动闭馆到1933年再次开馆。
直至1947年，领事馆正式闭馆。

#### 封闭苏联驻汉口总领事馆
1927年12月14日，国民政府下令封闭各地苏联领事馆。16日晨，武汉卫戍司令胡宗铎派军警包围汉口苏联领事馆进行搜査，将总领事普历辙夫妇、副领事米宁夫妇、翻译孟择理夫妇送往交涉署，其余人员就地看押。当晚，苏总领事等6人被放回领事馆，次日与其余人员一起，由交涉署发给护照，乘船赴沪。

### 俄罗斯联邦时期
2015年9月，中俄联合宣布设立俄罗斯联邦驻武汉总领事馆 。
2025年1月，俄罗斯政府下令在开设俄罗斯驻武汉总领事馆，并将相应文件发布在俄法律网上。
2025年6月，俄罗斯外交部任命德米特里·扎沃林为驻武汉总领事。

## 领事馆现状
（待补充）